# Panamerikanische Spiele 2011/Tennis
Bei den Panamerikanischen Spielen 2011 in Guadalajara wurden vom 17. bis 22. Oktober 2011 fünf Wettbewerbe im Tennis ausgetragen.

## Herren

### Einzel
| Platz | Land                    | Spieler                |
| ----- | ----------------------- | ---------------------- |
| 1     | Kolumbien               | Robert Farah           |
| 2     | Brasilien               | Rogério Dutra da Silva |
| 3     | Dominikanische Republik | Víctor Estrella        |

### Doppel
| Platz | Land               | Spieler                              |
| ----- | ------------------ | ------------------------------------ |
| 1     | Kolumbien          | Juan Sebastián Cabal Robert Farah    |
| 2     | Ecuador            | Júlio César Campozano Roberto Quiroz |
| 3     | Vereinigte Staaten | Nicholas Monroe Greg Ouelette        |

## Damen

### Einzel
| Platz | Land               | Spielerin        |
| ----- | ------------------ | ---------------- |
| 1     | Vereinigte Staaten | Irina Falconi    |
| 2     | Puerto Rico        | Monica Puig      |
| 3     | Vereinigte Staaten | Christina McHale |

### Doppel
| Platz | Land               | Spielerin                         |
| ----- | ------------------ | --------------------------------- |
| 1     | Argentinien        | María Irigoyen Florencia Molinero |
| 2     | Vereinigte Staaten | Irina Falconi Christina McHale    |
| 3     | Kolumbien          | Catalina Castaño Mariana Duque    |

## Mixed
| Platz | Land      | Spieler/in                                      |
| ----- | --------- | ----------------------------------------------- |
| 1     | Mexiko    | Ana Paula de la Peña Santiago González          |
| 2     | Chile     | Andrea Koch Benvenuto Guillermo Rivera-Aránguiz |
| 3     | Brasilien | Ana-Clara Duarte Rogério Dutra da Silva         |

## Medaillenspiegel
| Platz | Land                    | Gold | Silber | Bronze | Gesamt |
| ----- | ----------------------- | ---- | ------ | ------ | ------ |
| 01    | Kolumbien               | 2    | —      | 1      | 3      |
| 02    | Vereinigte Staaten      | 1    | 1      | 2      | 4      |
| 03    | Argentinien             | 1    | —      | —      | 1      |
| 03    | Mexiko                  | 1    | —      | —      | 1      |
| 05    | Brasilien               | —    | 1      | 1      | 2      |
| 06    | Chile                   | —    | 1      | —      | 1      |
| 06    | Ecuador                 | —    | 1      | —      | 1      |
| 06    | Puerto Rico             | —    | 1      | —      | 1      |
| 09    | Dominikanische Republik | —    | —      | 1      | 1      |